# 28ns Premis AVN
La cerimònia dels 28ns Premis AVN a Las Vegas, presentada per Adult Video News (AVN), va homenatjar les millors pel·lícules pornogràfiques i productes d'entreteniment per a adults de 2010. La cerimònia es va celebrar el 8 de gener de 2011 al Pearl Concert Theatre dins del Palms Casino Resort a Paradise (Nevada). Durant la cerimònia, AVN Media Network va lliurar premis en 155 categories de pel·lícules o productes estrenats entre l'1 d'octubre de 2009 i el 30 de setembre de 2010. La cerimònia va ser televisada als Estats Units per Showtime. Fou presentada per la còmica Lisa Lampanelli acompanyada per Tori Black i Riley Steele.
AVN va augmentar el nombre de persones que van votar als premis a més de quaranta, "dividits aproximadament de manera equitativa entre editors interns d'AVN, autònoms i crítics externs" afegint Cindi Loftus de "Xcitement Magazine, Dan Davis de Genesis, Roger Pipe de RogReviews.com, Drunken Stepfather de DrunkenStepfather.com, Theresa “Darklady” Reed, els antics editors d'AVN Tod Hunter i Jared Rutter, Christopher Thorne de XCritic.com, el Dr. Jay i Don Houston, membres d'AdultDVDTalk.com i altres."
Els premis dels fans també es van introduir el 2011. Els guanyadors van ser seleccionats per votació dues setmanes abans de l'espectacle. Els fans van poder votar en quatre categories: Intèrpret preferit, Cos preferit, Pel·lícula preferida i Escena de sexe més salvatge.
Speed va guanyar els honors de Millor Llargmetratge per a Brad Armstrong que també es va endur el premi al Millor Director—Llargmetratge. Tori Black va guanyar el seu segon premi AVN a l'artista femenina de l'any, la primera actriu a fer-ho en els 28 anys d'història de l'esdeveniment, mentre que Gracie Glam va guanyar el premi a la millor nova estrella. Evan Stone es va convertir en guanyador tres vegades l’intèrpret masculí de l'any, unint-se a Manuel Ferrara i Lexington Steele com els dos altres amb tres victòries a la categoria.

## Guanyadors i nominats

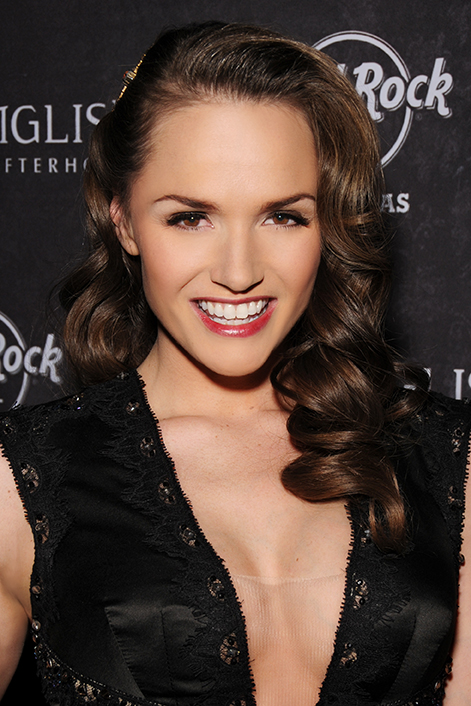
Tori Black, millor artista femenina de l’any 2011

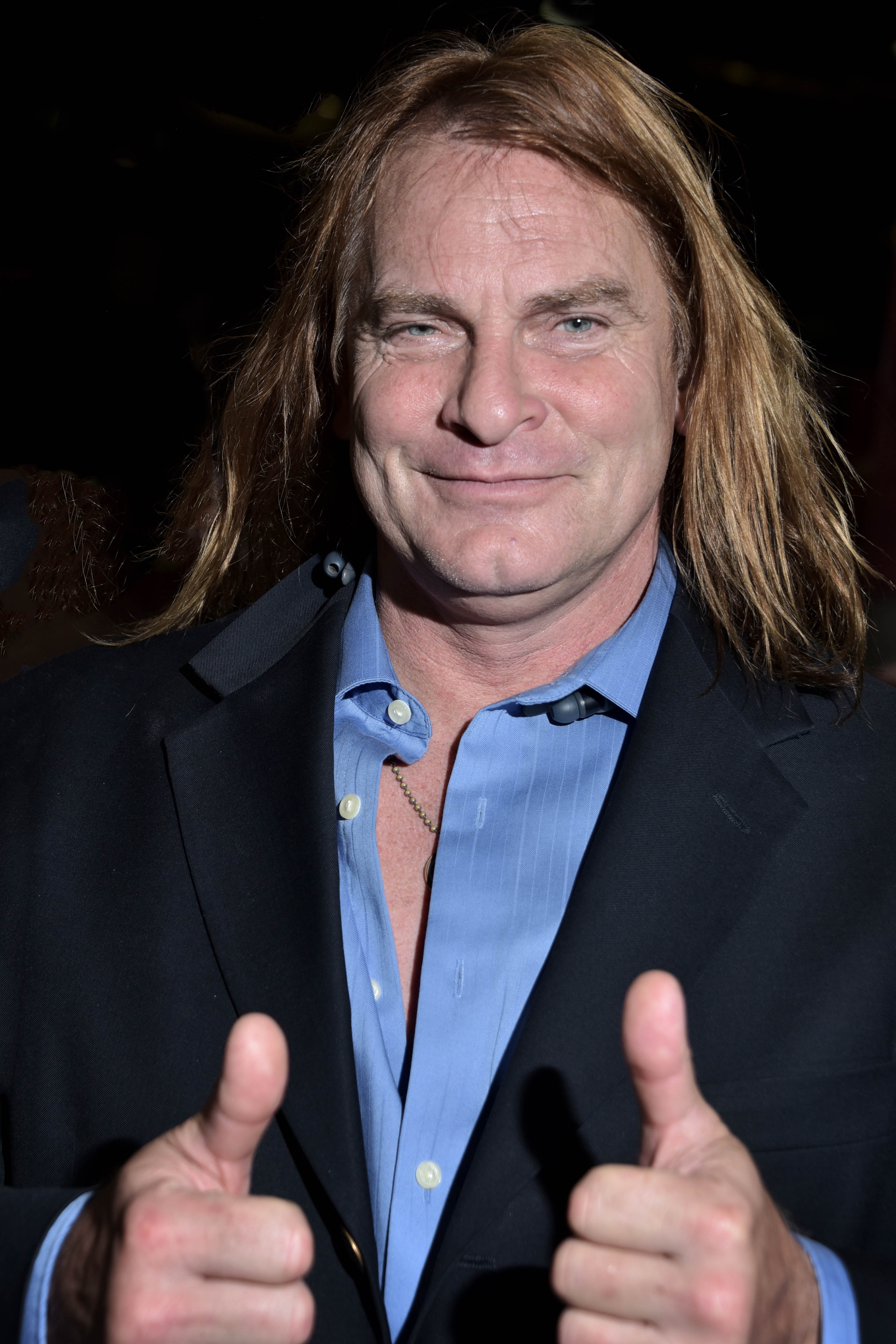
Evan Stone, millor artista masculí de l’any 2011

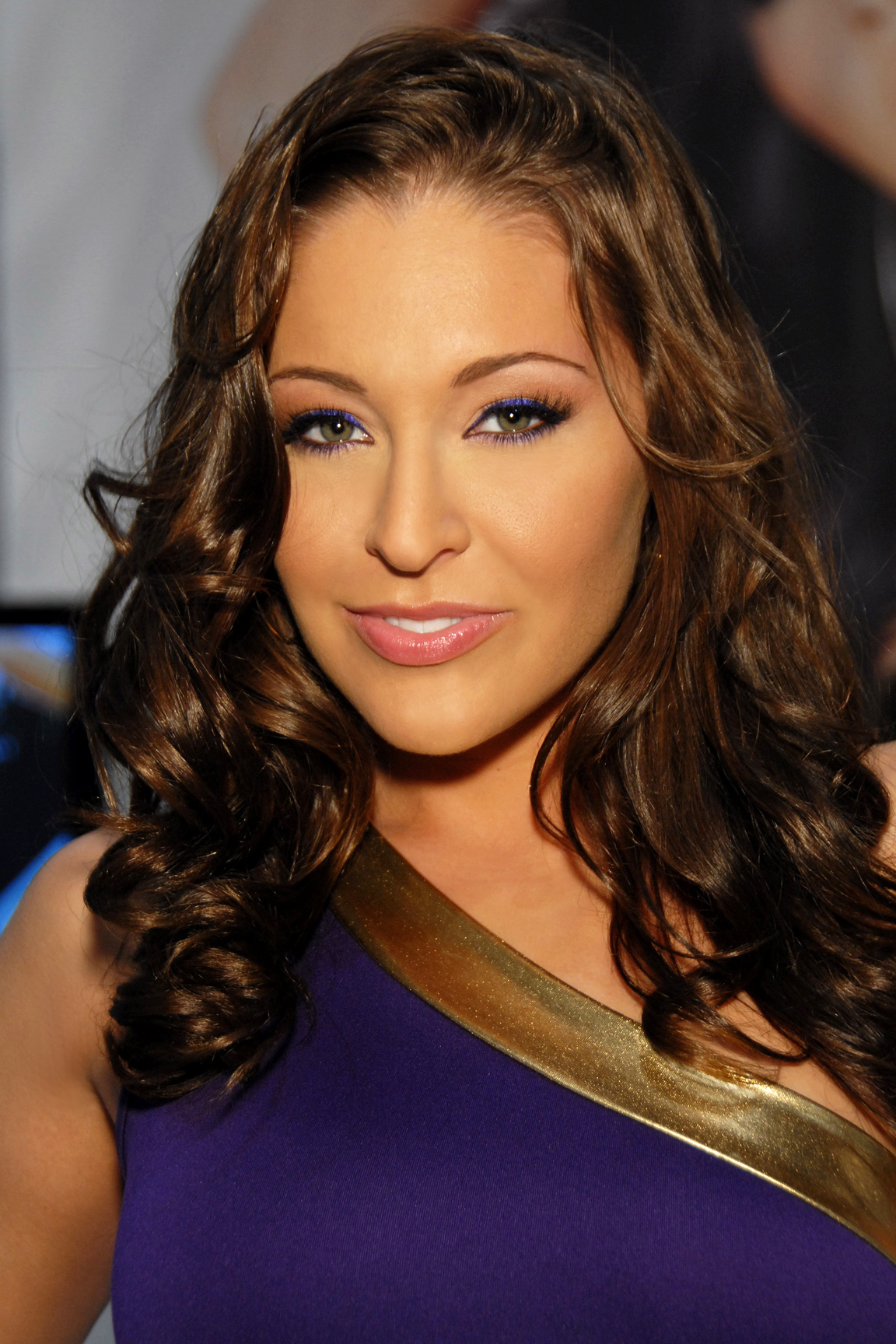
Gracie Glam, guanyador del premi a la millor nova estrella 2011

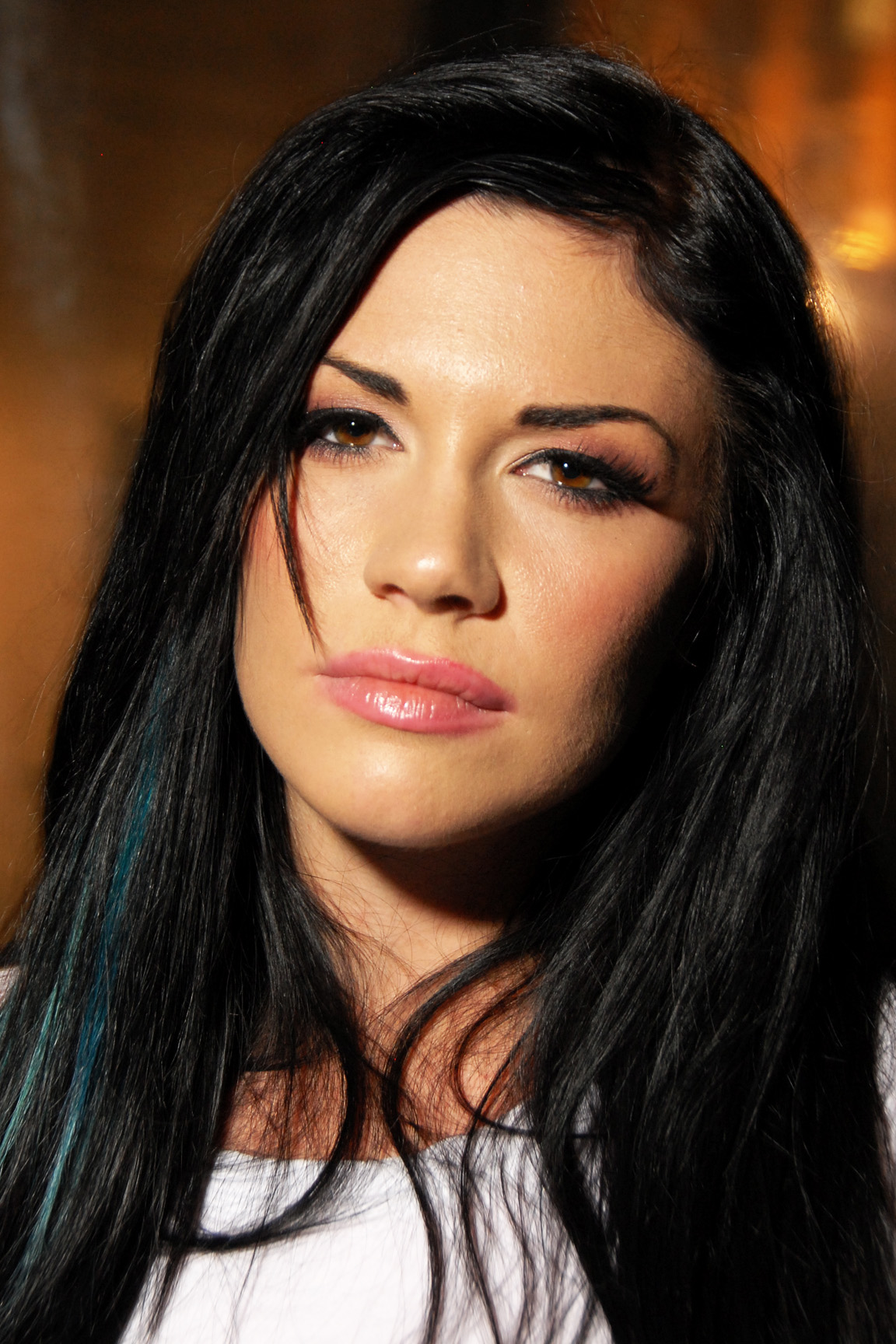
Andy San Dimas va compartir el de millor actriu amb India Summer

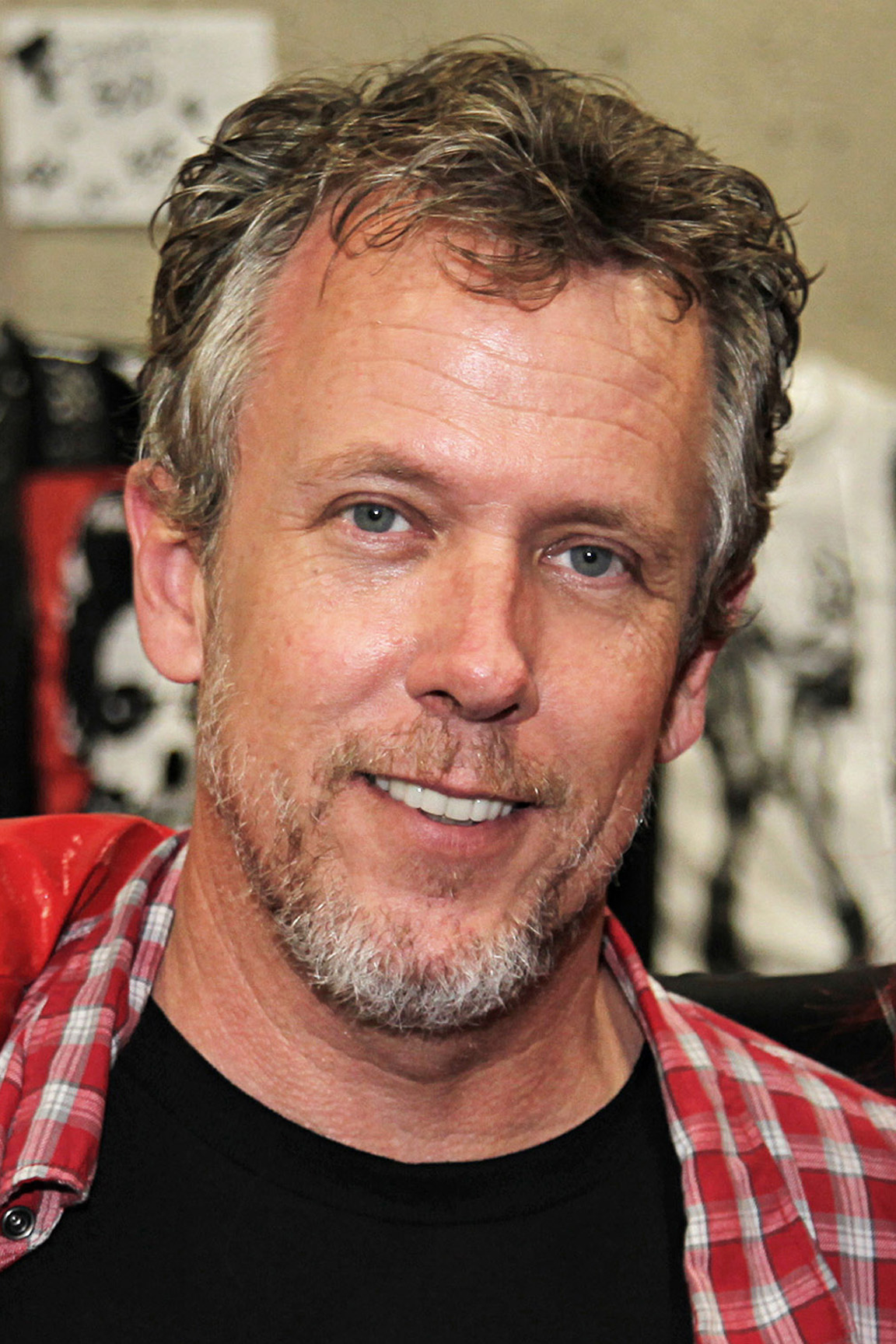
Tom Byron, millor actor el 2011

Els nominats per als 28ns premis AVN es van anunciar el 29 de novembre de 2010 en un comunicat de premsa. La pel·lícula que va rebre més nominacions va ser Malice in Lalaland amb 19, mentre que l'intèrpret Tori Black va tenir la majoria de nominacions individuals amb 22, un rècord de premis AVN. Els guanyadors es van anunciar durant la cerimònia de lliurament de premis el 8 de gener de 2011, que es van gravar per a la seva emissió el 7 d'abril a Showtime.

### Premis principals
Els guanyadors dels premis apareixen en primer lloc i es destaquen en "negreta".
| Millor pel·lícula | Millor nova estrella |
| --- | --- |
| - Speed - 3 Days in June - Awakening to Love - Body Heat - The Condemned - The Devil in Miss Jones: The Resurrection - Fatally Obsessed - Gigolos - Malice in Lalaland - An Open Invitation: A Real Swinger's Party in San Francisco - Pornstar Superheroes - Rawhide 2: Dirty Deeds - Sanatorium - Scorned - Whatever It Takes | - Gracie Glam - Brooke Lee Adams - Raven Alexis - Briana Blair - Amy Brooke - Danica Dillan - Alexis Ford - Tara Lynn Foxx - Allie Haze - Amia Miley - Mallory Rae Murphy - Chanel Preston - Ashlyn Rae - Katie St. Ives - Jennifer White |
| Premi a l'artista masculí de l'any | Premi a l'artista femenina de l'any |
| - Evan Stone - Mick Blue - Tom Byron - James Deen - Erik Everhard - Manuel Ferrara - Tommy Gunn - Keiran Lee - Mr. Marcus - Scott Nails - Mr. Pete - Anthony Rosano - Keni Styles - Prince Yahshua | - Tori Black - Asa Akira - Monique Alexander - Lexi Belle - Jenna Haze - Kagney Linn Karter - Kimberly Kane - Kayden Kross - Faye Reagan - Kristina Rose - Andy San Dimas - Bobbi Starr - Riley Steele - Misty Stone - Alexis Texas |
| Millor actor | Millor actriu |
| - Tom Byron - The Big Lebowski: A XXX Parody - Chad Alva - The Breakfast Club: A XXX Parody - Brad Armstrong - 4Some - Paul Chaplin - BatfXXX: Dark Night Parody - Cheyne Collins - The Vampire Sex Diaries - Dane Cross - 3 Days in June - Dale DaBone - Batman XXX: A Porn Parody - Chad Diamond - This Ain't Glee XXX - Ben English - The Condemned - Tommy Gunn - Rawhide 2: Dirty Deeds - Jack Lawrence - Reno 911: A XXX Parody - Mr. Marcus - Savanna's Been Blackmaled 2 - Tommy Pistol - Joanna's Angels 3 - Rock: The Icon - Fatally Obsessed | - Andy San Dimas - This Ain't Glee XXX - India Summer - An Open Invitation: A Real Swinger’s Party in San Francisco - Nyomi Banxxx - Fatally Obsessed - Tori Black - Whatever It Takes - Ashlynn Brooke - WKRP in Cincinnati: A XXX Parody - Stormy Daniels - Partly Stormy - Jessica Drake - 3 Days in June - Penny Flame - Real Wife Stories 6 - Roxanne Hall - Scorned - Nikki Jayne - The Condemned - Kimberly Kane - The Sex Files 2: A Dark XXX Parody - Kayden Kross - The Perfect Secretary: Training Day - Sunny Lane - Alice - Sunny Leone - Gia: Portrait of a Porn Star - Lia - The Rush - Natasha Marley - Bonny & Clide - Samantha Ryan - Awakening to Love - Riley Steele - Love Fool - Misty Stone - A Love Triangle - Stoya - Stoya: Perfect Picture                              |
| Millor Director - pel·lícula | Millor estrena 3D |
| - Brad Armstrong - Speed - Bishop - Fatally Obsessed - Axel Braun - Batman XXX: A Porn Parody - Robby D. - Body Heat - Stormy Daniels - Whatever It Takes - William H., Graham Travis - Pornstar Superheroes - Sam Hain - The Sex Files 2: A Dark XXX Parody - Andre Madness - Rawhide 2: Dirty Deeds - Lee Roy Myers - The Big Lebowski: A XXX Parody - Gary Orona - Sanatorium - Ilana Rothman - An Open Invitation: A Real Swinger's Party in San Francisco - Will Ryder - Not Charlie's Angels XXX - B. Skow - The Condemned - Nicholas Steele - BatfXXX: Dark Night Parody - Lew Xypher - Malice in Lalaland | - This Ain't Avatar XXX - 3D MILF Memoirs - Octopussy 3-D: A XXX Parody - Porn Star Fantasies 3D - The Virtual Reality Stimulator 3D |
| Millor paròdia - Comèdia | Millor paròdia - Drama |
| - Batman XXX: A Porn Parody - The A-Team XXX: A Parody - The Big Lebowski: A XXX Parody - The Breakfast Club: A XXX Parody - Cheers: A XXX Parody - The Human Sexipede - Not Married with Children XXX 2 - Not M*A*S*H XXX - Not the Bradys XXX: Bradys Meet the Partridge Family - Official Jersey Shore Parody - Seinfeld 2: A XXX Parody - This Ain't Glee XXX - This Ain't Happy Days XXX: Fonzie Luvs Pinky - This Ain't the Barber Shop: It's a XXX Parody - WKRP in Cincinnati: A XXX Parody" | - BatfXXX: Dark Night Parody - Alice - Bonny & Clide - Gia: Portrait of a Porn Star - Not Charlie's Angels XXX - Not Really... The Dukes of Hazzard: A Hardcore Parody - Octopussy 3-D: A XXX Parody - The Sex Files 2: A Dark XXX Parody - This Ain't Avatar XXX - This Ain't Charmed XXX - This Ain’t Cops XXX - This Ain't Star Trek XXX 2: The Butterfly Effect - Tru: A XXX Parody - The Twilight Zone Porn Parody - The Vampire Sex Diaries |
| Millor estrena gonzo | Millor estrena interracial |
| - Buttwoman vs. Slutwoman - Beach Patrol - Buttman's Bend Over Babes 7 - Faye & Georgia's Birthday Bash - Feed the Models - Hellcats 15 - Hot Girls in Tight Jeans - Joanna Angel and James Deen's European Vacation - Montana Fishburne - Rachel Starr Is Badass - Riedality - Rocco's Bitch Party 2 - Rocco's Psycho Love 2 - Slutty and Sluttier 12 - Sport Fucking 6 | - Lex the Impaler 5 - Alone in the Dark 7 - Bet on Black - The Black Assassin 7 - Black Listed 2 - Black Shack - The Brother Load 2 - Interracial Fuck Sluts - Jet Black Fuel 3 - Manhammer 9 - Once You Go Black 5 - Rico the Destroyer 2 - Savanna's Been Blackmaled 2 - Sexual Blacktivity 2 - True Glamour Experience |
| Millor estrena High-End All-Sex | Millor nova sèrie |
| - Performers of the Year 2010 - Asa Akira Is Insatiable - Beautiful Stranger - D2: Deviance - Downtown Girls - Enter the Peepshow - Fashion Fucks - Jesse Jane: Playful - Mandy Candy - Pornstar Workout 2 - Pretty as They Cum 2 - Surreal Sex - Tori Black Is Pretty Filthy 2 - Tres Flores, Vivid Alt - Voyeur Within | - The Romance Series - New Sensations - All New Beaver Hunt - Asian Party Sluts - Asslicious - Ass Play - Babysitter Diaries - Big Tits in Uniform - Can He Score? - Downtown Girls - Feed the Models - Foot Fetish Daily - Net Skirts - Pin-Up Girls - Rocco’s Bitch Party - Rocco’s Psycho Love - Round Latin Asses - Street Vendors - Unseasoned Players |
| Millor escena de sexe parelles | Millor escena de sexe oral |
| - Kristina Rose, Manuel Ferrara - Kristina Rose Is Slutwoman - Misty Stone, Tony DeSergio - Awakening to Love - Lexi Belle, James Deen - Batman XXX: A Porn Parody - Chanel Preston, Erik Everhard - Fashion Fucks - Samantha Ryan, Manuel Ferrara - Gigolos - Asa Akira, Lexington Steele - Invasian! 4 - Jenna Haze, Manuel Ferrara - Just Jenna - Sasha Grey, Keni Styles - Malice in Lalaland - Alexis Texas, Johnny Sins - Performers of the Year 2010 - Sadie West, Manuel Ferrara - Pornstar Superheroes - Faye Reagan, Scott Nails - Pornstars Punishment - Bobbi Starr, James Deen - Rough Sex 2 - Amia Miley, Criss Strokes - Slut Puppies 4 - Kayden Kross, Tommy Gunn - The Smiths - Tori Black, Rocco Siffredi - Tori, Tarra and Bobbi Love Rocco | - Tori Black - Stripper Diaries - Briana Blair - The Big Lebowski: A XXX Parody - Monique Alexander, Raylene - Blow Me Sandwich 14 - Kimberly Kane - The Condemned - Angelina Valentine - Deep Throat This 43 - Francesca Lé blowbang - F for Francesca - Bobbi Starr, Adrianna Nicole, Charlotte Vale - Fuck Face - Asa Akira blowbang - Invasian! 4 - Gracie Glam - Jerkoff Material 5 - Kristina Rose blowbang - Kristina Rose Is Slutwoman - Lisa Ann - Massive Facials 2 - Andy San Dimas - Praise the Load 4 - Charley Chase - Throat Fucks 2 - Nyomi Banxxx - Throat Injection 3 - Jessica Drake, Angelina Ashe - Wicked Games |
| Millor escena sexual a tres bandes noi/noi/noia | Millor escena de sexe en parella All-Girl |
| - Kimberly Kane, Krissy Lynn, Mr. Pete - The Condemned - Sara Sloane, Kristina Rose, Mr. Pete - All About Sara Sloane - Gracie Glam, Victoria Lawson, Levi Cash - Beach Patrol - Alexis Texas, Kristina Rose, Mark Ashley - Buttwoman vs. Slutwoman - Jenna Haze, Alexis Texas, Mr. Pete - D2: Deviance - Raven Alexis, Sasha Grey, Manuel Ferrara - Fly Girls - Ashlyn Rae, Nicole Ray, Mikey Butders - Not the Bradys XXX: Pussy Power - Kagney Linn Karter, Shyla Stylez, Mark Ashley - Pornstar Workout 2 - Rachel Starr, Asa Akira, Mick Blue - Rachel Starr Is Badass - Joanna Angel, Draven Star, James Deen - Rebel Girl - Allie Haze, Andy San Dimas, Evan Stone - Secretary's Day 4 - Tori Black, Jessica Drake, Manuel Ferrara - Speed - Sunny Leone, Daisy Marie, Voodoo - Sunny’s B/G Adventure - Tori Black, Andy San Dimas, Mr. Pete - Tori Black Is Pretty Filthy 2 - Faye Reagan, Jackie Daniels, Evan Stone - WKRP in Cincinnati: A XXX Parody               | - Jenna Haze, Monique Alexander - Meow! - Kimberly Kane, Savanna Samson - Beautiful Stranger - Lexi Belle, Monique Alexander - The Best of... Vol. 2: Lexi Belle - Cindy Hope, Peaches - Budapest - Capri Anderson, Ruby Knox - Foot Fetish Daily - Tori Black, Sunny Leone - Gia: Portrait of a Porn Star - Gracie Glam, Brooke Lee Adams - Girl Crush - India Summer, Lorelei Lee - An Open Invitation: A Real Swinger's Party in San Francisco - Jayden Cole, Victoria - Pin-Up Girls 5 - Melissa Monet, Justine Joli - River Rock Women's Prison - Allie Haze, Gracie Glam - She's My Man 7 - Bobbi Starr, Syd Blakovich - Strapped Dykes - Tori Black, Bobbi Starr - Tori Black: Superstar - Zoe Voss, Ryan Keely - Women Seeking Women 63 - Prinzzess, Tanner Mayes - Women Seeking Women 65 |
| Millor escena de sexe doble penetració | Premis dels Fans |
| - Asa Akira, Toni Ribas, Erik Everhard, Asa Akira Is Insatiable - Tara Lynn Foxx, Jon Jon, Lee Bang, Julius Ceazher - Alone in the Dark 7 - Mason Moore, Erik Everhard, Steve Holmes - Bra Busters - Bobbi Starr, Prince Yahshua, Mark Anthony - The Brother Load 2 - Nikki Jayne, Marco Banderas, Jerry - The Condemned - Aliz, Tony DeSergio, Marco Banderas - Don't Make Me Beg 3 - Tarra White, Denis Marti, Mick Blue - Evil Anal 11 - Francesca Lé, Chris Charming, Prince Yahshua - F for Francesca - Sasha Grey, Rico Strong, Brian Pumper - Fuck Sasha Grey - Kristina Rose, Mick Blue, James Deen - Kristina Rose Is Slutwoman - Mika Tan, Marco Banderas, Chris Charming - The Perfect Secretary: Training Day - Emma Heart, Ben English, David Perry - Slut Tracker - Tori Black, Mick Blue, James Deen - Tori Black Is Pretty Filthy 2 - Mackenzee Pierce, T. J. Cummings, Billy Glide - Whatever It Takes - Aletta Ocean, David Perry, Mick Blue - You, Me & Her | Millor cos: - Alektra Blue Actriu favorita: - Jenna Haze Escena de sexe més salvatge: - Kayden Kross, Jesse Jane, Riley Steele, Katsuni, Raven Alexis - Body Heat Pel·lícula favorita: - Asa Akira Is Insatiable |
| Estrella Crossover de l’anyr | Millor web pornostar de l’any |
| - Riley Steele - Joanna Angel - Stormy Daniels - Penny Flame - April Flores - Sasha Grey - Tommy Gunn - Jesse Jane - Ron Jeremy - Sunny Leone - Bree Olson - Mr. Marcus - Trina Michaels | - Joanna Angel (JoannaAngel.com) - Lisa Ann (TheLisaAnn.com) - Belladonna, (EnterBelladonna.com) - Lexi Belle (LexiBelle.com) - Nikki Benz (NikkiBenz.com) - Tori Black (ToriBlack.com) - Sophie Dee (ClubSophieDee.com) - Kelly Divine (KellyDivine.com) - Jessica Drake (JessicaDrake.com) - Lupe Fuentes (ILoveLupe.com) - Jenna Haze (JennaHaze.com) - Sara Jay (SaraJay.com) - Kayden Kross (ClubKayden.com) - Sunny Leone (SunnyLeone.com) - Mariah Milano (MariahXXX.com) |
| Estrena i lloguer més rendible | Premi Reuben Sturman |
| - Batman XXX: A Porn Parody | - John Stagliano |

### Guanyadors de premis addicionals
Aquests premis es van anunciar en un segment només per als guanyadors, però no es van presentar els seus premis a l'escenari durant l'esdeveniment i no van formar part del programa de premis televisat:
Categories DVD
- Millor llançament All-Girl: Meow!
- Millor sèrie All-Girl Series: Women Seeking Women
- Millor estrena All-Sex: Just Jenna
- Millor sèrie All-Sex: Don’t Make Me Beg
- Millor estrena alternativa: Extreme Public Adventures
- Millor estrena amateur: Absolute Amateurs 3
- Millor sèrie amateur: ATK Galleria
- Millor estrena de temàtica anal: Big Wet Asses! 16
- Millor sèrie de temàtica anal: Evil Anal
- Millor estrena animada: Bound to Please
- Millor estrena BDSM: Bondage Wonderland
- Millor estrena Big Bust: Bra Busters
- Millor sèrie Big Bust: Big Tits at School
- Millor estrena Big Butt: Asslicious 2
- Millor sèrie Big Butt : Big Ass Fixation
- Millor estrena clàssica: Aunt Peg's Fulfillment
- Millor comèdia: Couples Camp
- Millord extres DVD: Speed, Wicked Pictures
- Millors menús DVD: Batman XXX: A Porn Parody - Axel Braun/Vivid Entertainment
- Millor estrena educacional: Tristan Taormino’s Expert Guide to Advanced Fellatio
- Millor estrena de temàtica ètnica – Asiàtic: Asian Fucking Nation 4
- Millor estrena de temàtica ètnica – Negre: Black Ass Addiction 6
- Millor estrena de temàtica ètnica – Llatí: Buttman’s Rio Extreme Girls
- Millor sèrie de temàtica ètnica – Asiàtic: Naughty Little Asians
- Millor sèrie de temàtica ètnica – Negre: Black Ass Addiction
- Millor sèrie de temàtica ètnica – Llatí: Latin Adultery
- Millor estrena Fem-Dom Strap-On: Strap Attack 12
- Millor estrena Fetitx Foot/Leg: Party of Feet 2
- Millor estrena estrangera All-Sex: Tori Black: Nymphomaniac
- Millor sèrie estrangera All-Sex: Rocco: Puppet Master
- Millor estrena estrangera: Alice: A Fairy Love Tale
- Millor sèrie gonzo: Slutty and Sluttier
- Millor DVD interactiu: Interactive Sex with Alexis Texas
- Millor estrena Internal: Unplanned Parenthood
- Millor sèrie Internal: All Internal
- Millor sèrie Interracial: It’s Big, It’s Black, It’s Jack
- Millor estrena MILF: Dirty Rotten Mother Fuckers 4
- Millor sèrie MILF: Seasoned Players
- Millor New Line: The Ass Factory
- Millor Nova Companyia Productora de Vídeo: Axel Braun Productions
- Millor estrena Dona madura/Noia jove: Mother-Daughter Exchange Club 12
- Millor campanya de màrqueting en línia - Imatge de l'empresa: Adam & Eve Pictures, AdamEvePictures.com
- Millor campanya de màrqueting en línia - Projecte individual: BatfXXX: Dark Night Parody, Bluebird Films (BatFXXX.com)
- Millor estrena oral: Fuck Face
- Millor sèrie oral: Suck It Dry
- Millor estrena Orgia/Gangbang: Out Numbered 5
- Millor sèrie Orgia/Gangbang: Fuck Team Five
- Millor campanya de màrqueting global - Imatge de l'empresa: Vivid Entertainment
- Millor campanya de màrqueting global: projecte individual: Batman XXX: A Porn Parody, Axel Braun/Vivid Entertainment
- Millor embalatge: Body Heat, Digital Playground
- Millor innovació d'embalatge: Malice in Lalaland - Miss Lucifer/Vivid Entertainment
- Millor estrena POV: Jack’s POV 15
- Millor sèrie POV: Jack’s POV
- Millor estrena Pro-Am: Brand New Faces 26
- Millor sèrie Pro-Am: Can He Score?
- Millor estrena solo: All by Myself 4
- Millor efectes especials: BatfXXX: Dark Night Parody
- Millor escena especialitat – Altre gènere: Asses of Face Destruction 9
- Millor sèrie especialitat: Barefoot Confidential
- Millor estrena Squirting: Big League Squirters
- Millor sèrie Squirting: Squirtamania
- Millor escena transsexual: America’s Next Top Tranny: Season 6
- Millor sèrie transsexual: She-Male XTC
- Millor estrena vinyeta: Pornstars Punishment
- Millor sèrie vinyeta: Bad Girls
- Millor estrena Young Girl: Cum Spoiled Brats
- Millor estrena Young Girl: Barely Legal
- Títol intel·ligent de l’any: The Devil Wears Nada

Categories d'intèrpret/creador
- Millor escena de sexe en grup All-Girl: Kayden Kross, Jesse Jane, Riley Steele, Katsuni, Raven Alexis - Body Heat
- Millor escena de sexe All-Girl a tres bandes: Alexis Texas, Kristina Rose, Asa Akira - Buttwoman vs. Slutwoman
- Millor escena de sexe anal: Asa Akira, Manuel Ferrara - Asa Akira Is Insatiable
- Millor direcció artística: BatfXXX: Dark Night Parody
- Millor fotografia/Videografia: Fliktor, Butch, BatfXXX: Dark Night Parody
- Millor Director – vídeo ètnic: Jules Jordan - Lex the Impaler 5
- MillorDirector – estrena estrangera: Paul Chaplin - Department S, Mission One: City of Broken Angels
- Millor Director – No pel·lícula estrangera: Gazzman - Tori Black: Nymphomaniac
- Millor Director – No pel·lícula: William H., Performers of the Year 2010
- Millor edició: Lew Xypher - Malice in Lalaland
- Millor escena de sexe en grup: Alexis Texas, Kristina Rose, Gracie Glam, Michael Stefano, Buttwoman vs. Slutwoman
- Millor Makeup: Red Velvet, Rosa, Lisa Sloane, Melissa Makeup - BatfXXX: Dark Night Parody
- Millor nouvingut masculí: Seth Gamble
- Millor banda sonora: This Ain't Glee XXX
- Millor actuació no sexual: James Bartholet, Not Charlie’s Angels XXX
- Millor cançó original: “Big Tushy Hos” by Drew Rose - This Ain't Glee XXX
- Millor escena sexual POV: Tori Black, Jack’s POV 15
- Millor guió – Adaptat: Axel Braun, Batman XXX: A Porn Parody
- Millor guió – Original: David Stanley, The Condemned
- Millor escena sexual en producció estrangera: Tori Black, Steve Holmes, Jazz Duro - Tori Black: Nymphomaniac
- Millor escena de sexe solo: Joanna Angel, Rebel Girl
- Millor actor secundari: Evan Stone - Batman XXX: A Porn Parody
- Millor actriu secundària: Lexi Belle - Batman XXX: A Porn Parody
- Millor estrena tease: Eva Angelina, Alexis Texas - Car Wash Girls
- Millor escena sexual a tres bandes noia/noi/noi: Asa Akira, Prince Yahshua, Jon Jon - Asa Akira Is Insatiable
- Director de l’any (Cos d’obra): Axel Braun
- Artista femenina estrangera de l’any: Angel Dark
- Artista masculí estranger de l’any: Rocco Siffredi
- Actuació MILF/Cougar de l’any: Julia Ann
- Esdena sexual més escandalosa: Adrianna Nicole, Amy Brooke, Allie Haze in “Enema Boot Camp,” Belladonna: Fetish Fanatic 8
- Actuació transsexual de l’any: Bailey Jay
- 'Intèrpret masculí no reconegut de l'any:: Mark Ashley
- Estrella no reconeguda de l’any: Charley Chase

Categories de venda al detall i distribució
- Millor distribuïdor per a adults IVD/East Coast News
- Millor boutique (est): Eve's Garden, Nova York, NY
- Millor botiga (oest): Babeland, Seattle, WA
- Millor cadena minorista: Good Vibrations
- Millor botiga minorista (est): Fairvilla Megastore, Orlando, FL
- Millor botiga minorista (oest): Castle Megastore, Tempe, AZ

Joguines sexuals i productes de plaer
- Millor producte fetitxe: Ballz Gag, Stockroom
- Millor empresa de roba interior o roba: Baci Lingerie
- Millor línia de joguines sexuals en general: Fleshlight Girls, Fleshlight
- Millor embalatge Doc Johnson, Platinum Pure Silicon
- Millor producte de festa, joc o mordassa: Love Poker, California Exotic Novelties
- Millor accessori sexual: Afterglow Natural Massage Oil Candle, Jimmyjane
- Millor empresa de joguines sexuals (gran): LELO
- Millor empresa de joguines sexuals (petita): Je Joue
- Millor joguina sexual per a parelles: Couples Remote Control Vibrating Egg, Penthouse/Topco
- Millor joguina sexual per a homes Sex in A Can, Fleshlight
- Millor joguina sexual per a dones G-Ki, Je Joue

Categories web i tecnologia
- Millor lloc web alternatiu: Kink.com
- Millor lloc web de cites: AshleyMadison.com
- Millor lloc web de xat en viu: IMLive.com
- Millor lloc de membres: AbbyWinters.com
- Millor xarxa de llocs de membres: Brazzers.com
- Millor lloc web de fotografia: AndrewBlake.com
- Millor lloc web minorista: AdultDVDEmpire.com
- Millor estrena web: Dong of the Dead, BurningAngel.com
- Millor estrella web: Kelly Madison, KellyMadison.com

## Premis d'Honor AVN

### Premi Reuben Sturman
John Stagliano va rebre el premi Reuben Sturman "per la seva exitosa defensa dels càrrecs d'obscenitat" el 2010.

### Saló de la Fama
Nous membres inclosos al Saló de la Fama de l'AVN per al 2011 van ser: Belladonna, Axel Braun, Gia Darling, Ben Dover, Jada Fire, Jules Jordan, Bridgette Kerkove, Miles Long, Sinnamon Love, Sonny Malone, Pat Myne, Savanna Samson, Jasmin St. Claire, Scott St. James i Evan Stone.
- Branca Fundadors: Russell Hampshire, VCA Pictures; Mike Moran, Lion's Den; Steven Orenstein, Wicked Pictures
- Branca Productes de Plaer: Joani Blank, Good Vibrations; Ron Braverman, Doc Johnson; Susan Colvin, California Exotic Novelties; Marty Tucker, Topco.
- Branca Fundadors d’Internet: Mitch Farber, Netbilling; Colin Rowntree, Wasteland.com; Tim Valenti, NakedSword.com.

## Múltiples nominacions i premis
Les següents estrenes van rebre múltiples premis:
- 7 premis: Batman XXX: A Porn Parody
- 6 premis: BatfXXX: Dark Night Parody
- 4 premis: Asa Akira Is Insatiable, Speed
- 3 premis: Body Heat, Buttwoman vs. Slutwoman, This Ain't Glee XXX i Tori Black: Nymphomaniac
- 2 premis: The Condemned, Jack’s POV 15, Lex the Impaler 5, Malice in Lalaland, Meow! i Performers of the Year 2010

Les següents estrenes van rebre múltiples nominacions
- 19 nominacions: Malice in Lalaland
- 16 nominacions: BatfXXX: Dark Night Parody, Batman XXX: A Porn Parody
- 15 nominacions: Speed, The Big Lebowski: A XXX Parody
- 14 nominacions: The Sex Files 2: A Dark XXX Parody, Bonny & Clide
- 11 nominacions: Body Heat, The Condemned, An Open Invitation: A Real Swinger's Party in San Francisco

Els següents individus van rebre múltiples premis: 
- 4 premis: Asa Akira, Tori Black
- 3 premis: Axel Braun, Kristina Rose, Riley Steele, Evan Stone, Alexis Texas
- 2 premis: Raven Alexis, Joanna Angel, Manuel Ferrara, Gracie Glam, Jesse Jane, Jules Jordan, Katsuni, Kayden Kross

Els següents individus van rebre múltiples nominacions:
- 22 nominacions (un rècord de nominacions AVN): Tori Black
- 17 nominacions: Bobbi Starr
- 14 nominacions: Kristina Rose
- 13 nominacions: Andy San Dimas
- 12 nominacions (excloses nominacions com a productor): Manuel Ferrara
- 10 nominacions: Asa Akira

## Canvis a les categories de premis
A partir de la 28a edició dels premis AVN, AVN Media Network va afegir una categoria al programa de premis, titulada Millor estrena web, "per reconèixer la producció de contingut original i destacada exclusivament per al web".
També es van introduir cinc categories noves per reconèixer el sector minorista i de distribució de la indústria per a adults:
- Millor distribuïdor per a adults (regió de l'est)
- Millor distribuïdor per a adults (regió oest)
- Millor botiga minorista (regió de l'est)
- Millor botiga minorista (regió oest)
- Millor cadena minorista

## Polèmiques
El còmic Andy Dick va ser expulsat de la cerimònia de lliurament de premis fins i tot abans que l'espectacle comencés per presumptament molestar l'estrella adulta Tera Patrick i la drag queen Chi Chi LaRue entre bastidors.

## Altres fonts
- Gary Miller (Director). The 2011 AVN Awards Show.  Los Angeles, California: Showtime Networks, 2011.
- «2011 AVN Award Winners».   Adult Video News. Arxivat de l'original el 12 desembre 2013. [Consulta: 3 agost 2014].